# Calw
Calw (phát âm tiếng Đức: [ˈkalf]; [kʰalp]) là một xã ở trung bộ bang Baden-Württemberg phía nam nước Đức, thủ phủ của huyện Calw. Đô thị này tọa lạc ở phía bắc rừng Đen.
Đô thị này có diện tích 59,88 km², dân số thời điểm 31 tháng 12 năm 2020 là 23.716 người. Trong đệ nhị thế chiến, một phân trại nhỏ của trại tập trung Natzweiler-Struthof, nơi các máy bay được lắp ráp bởi các lao động khổ sai nữ nằm ở đây.
Thị xã có các khu vực dân cư sau:
- Ngoại ô: Alzenberg, Wimberg, Heumaden
- Nội ô: Altburg, Hirsau, Stammheim, Holzbronn

## Cư dân nổi tiếng
- Hermann Hesse, tác gia
- Rudolf Schlichter, họa sĩ
- Marcel Goc, cầu thủ hockey
- Sascha Goc, cầu thủ hockey

## Kết nghĩa
- Weida
- Latsch-Laces, Trentino-Alto Adige/Südtirol

## Hình ảnh

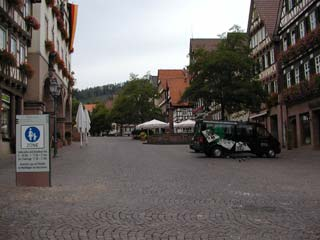
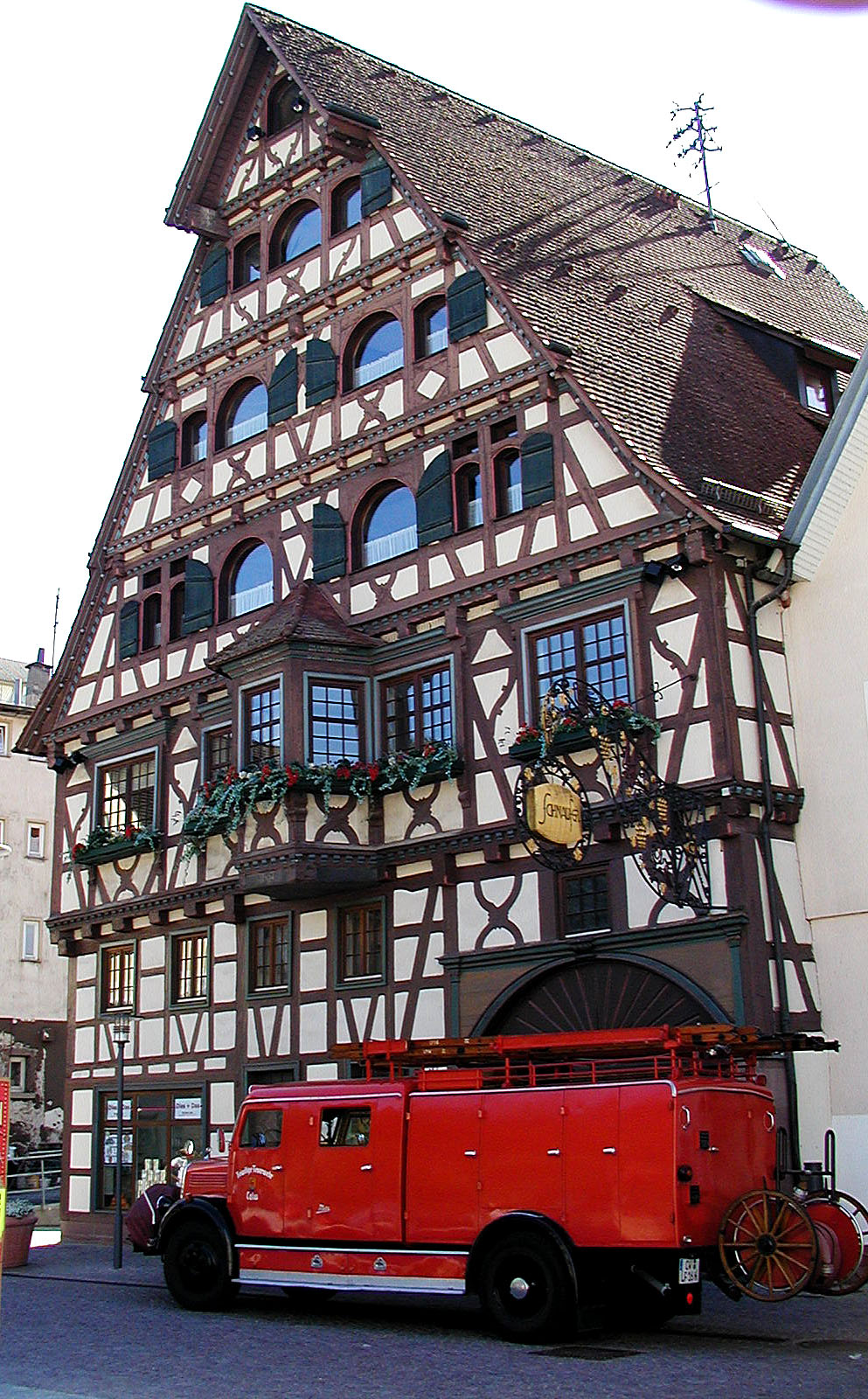
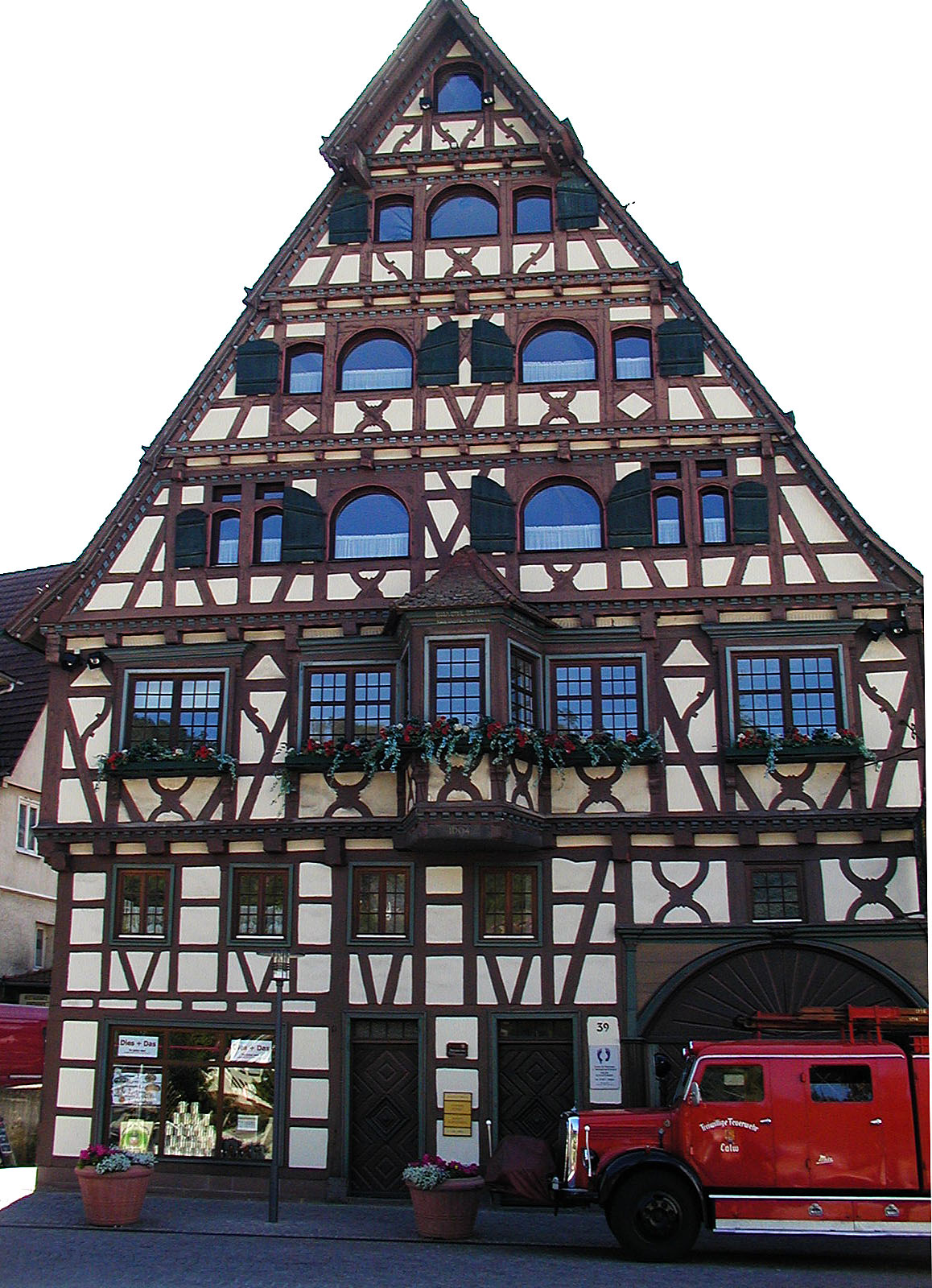
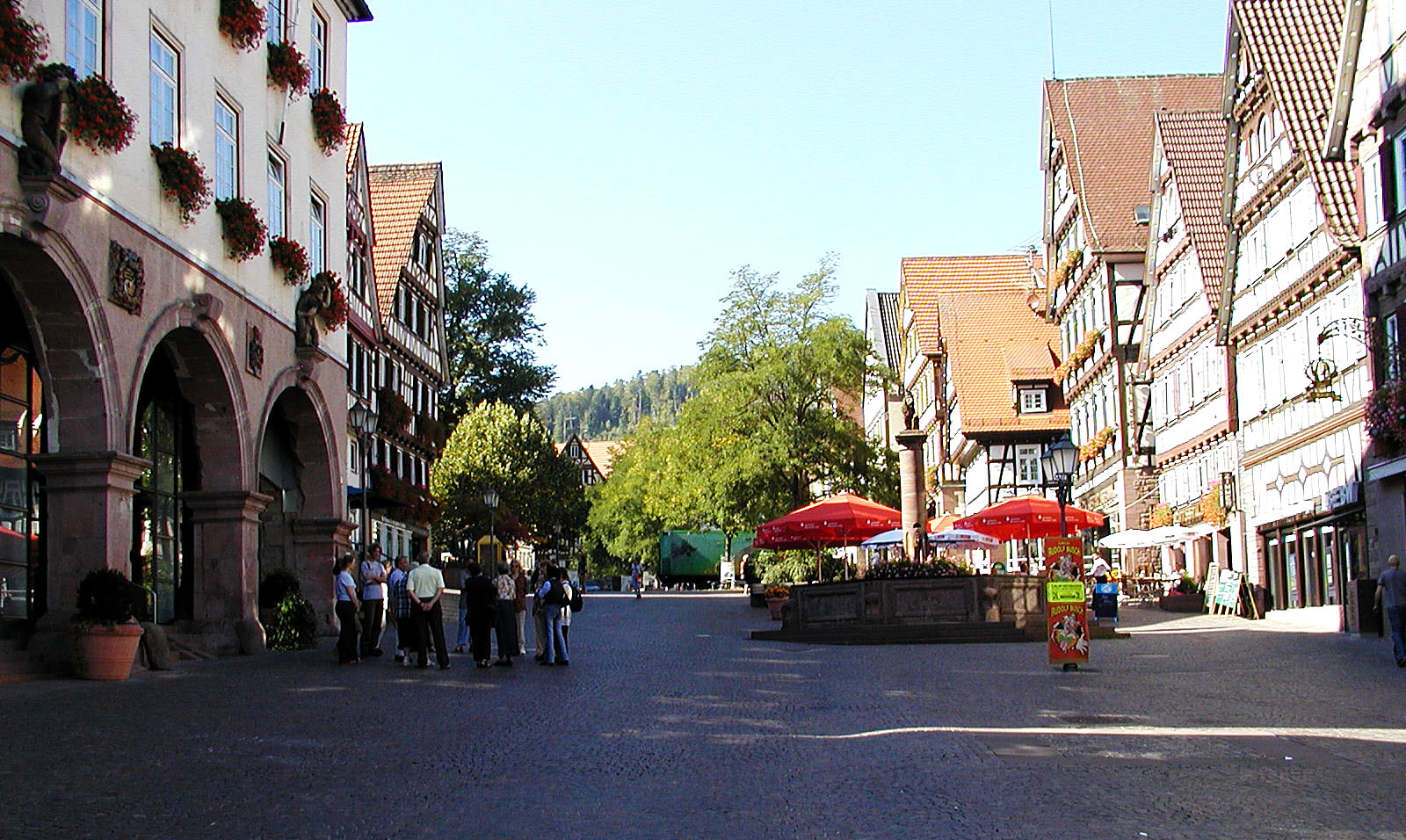
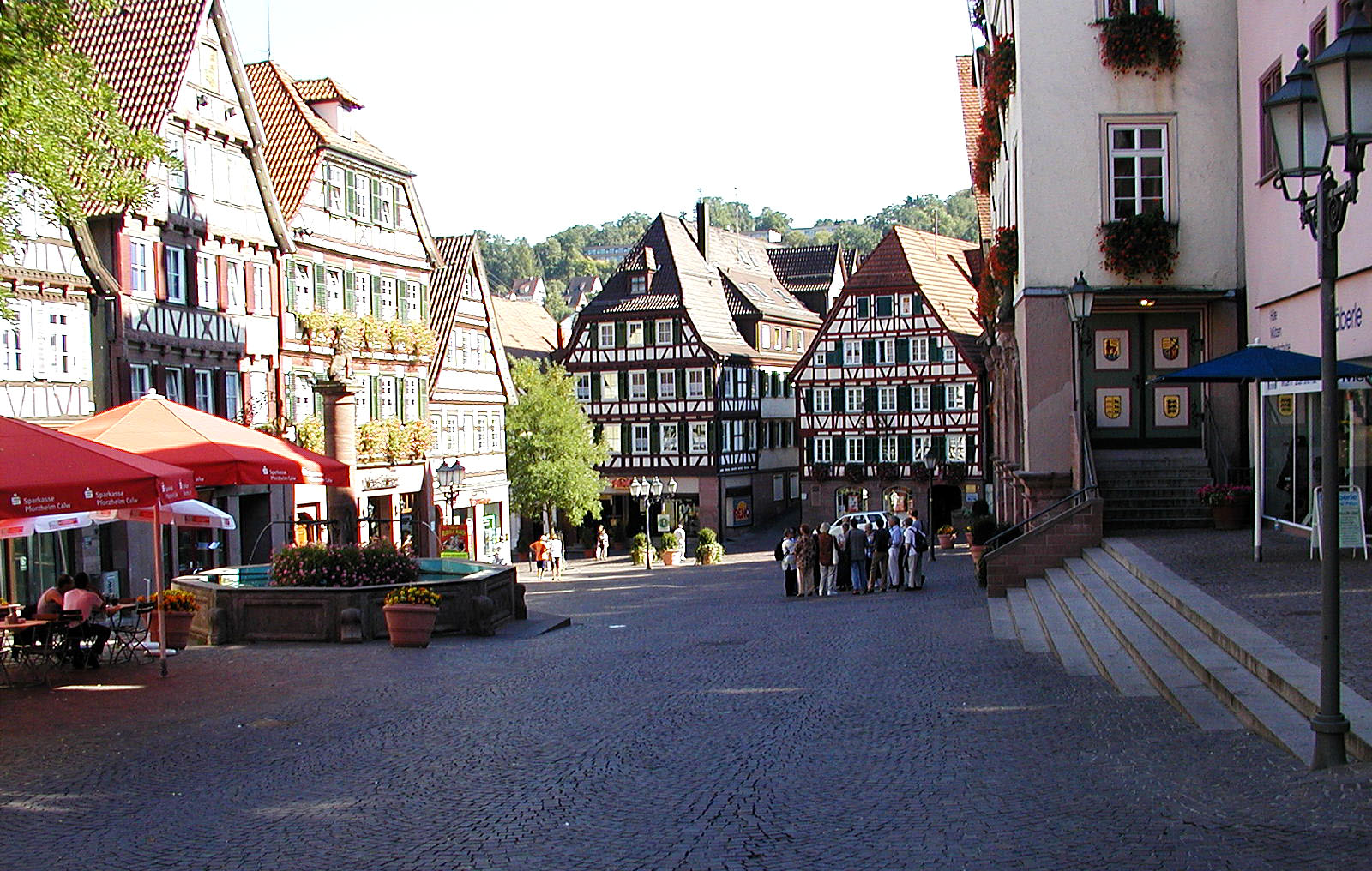
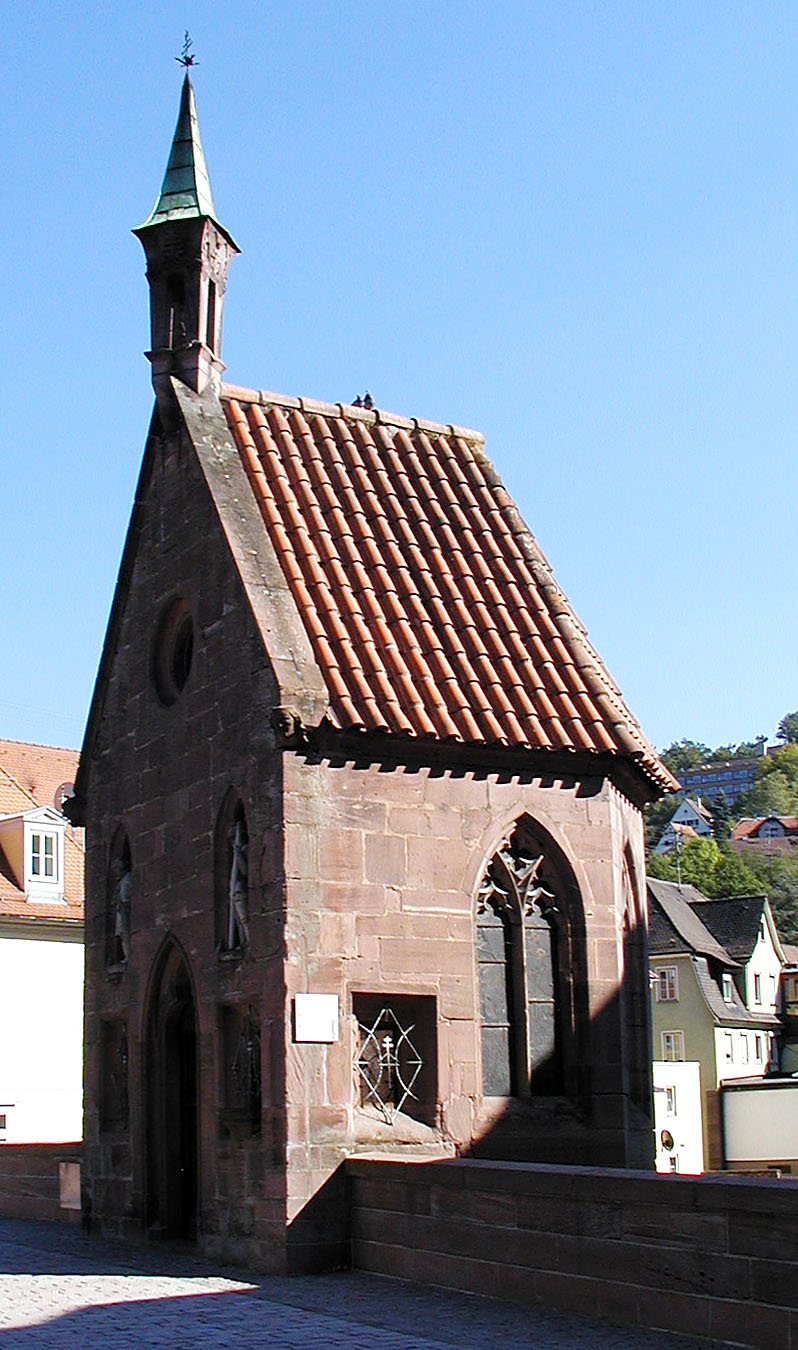
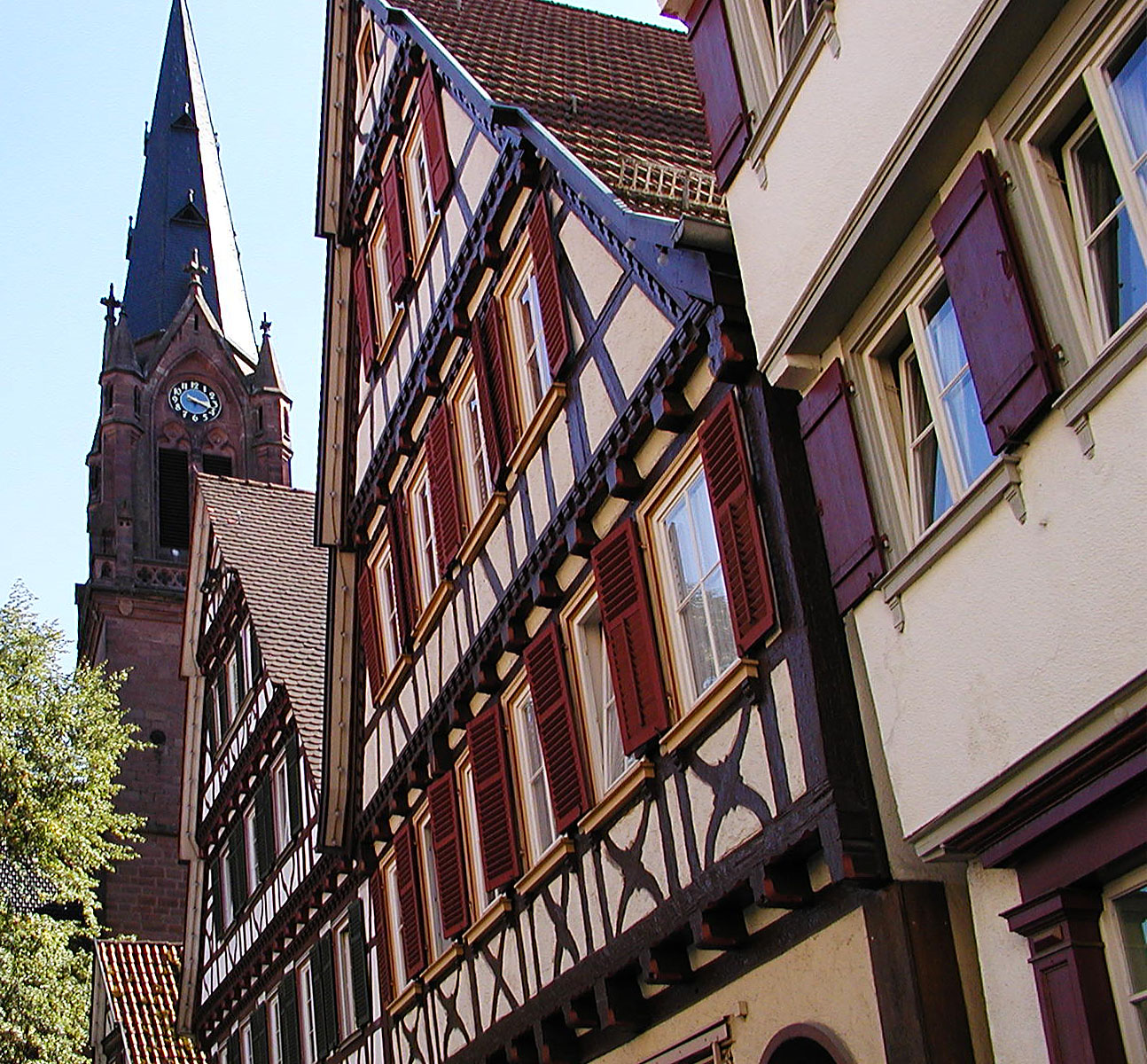
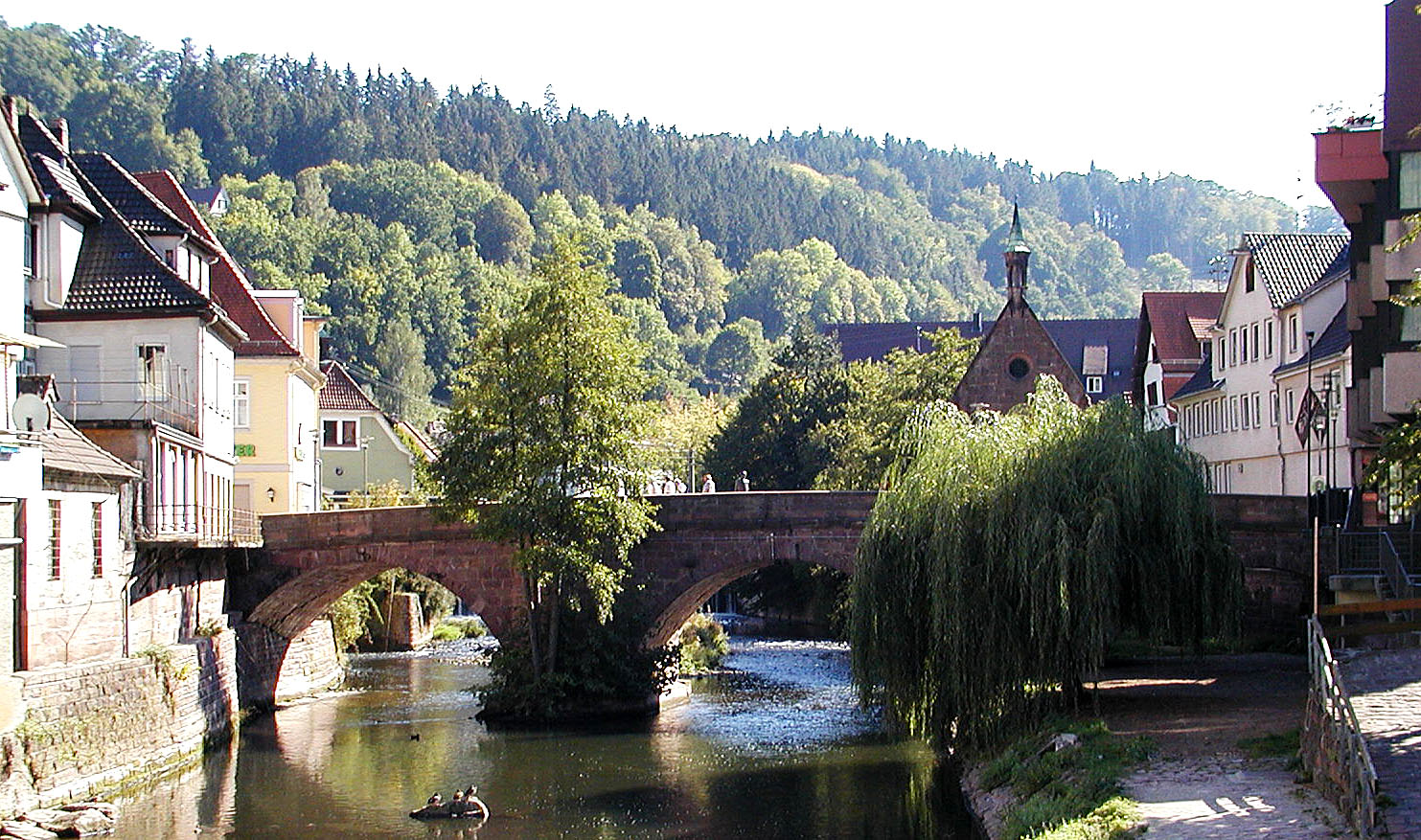